# Ипатово (станция)
Ипа́тово — железнодорожная станция Минераловодского региона Северо-Кавказской железной дороги, находящаяся в городе Ипатово Ставропольского края на основной линии Палагиада — Элиста .

## История
Станцию построило в 1915 году акционерное общество «Армавир-Туапсинская железная дорога».
Первый состав с поездом пошёл на Ставрополь в 1916 году.
С 1922 года станция относится к Северо-Кавказской железной дороге.
25 декабря 1970 года на основании приказа по министерству путей сообщения железнодорожная станция Винодельная переименована в Ипатово.